# 罗豪
罗豪是德国萨克森-安哈尔特州的一个市镇。总面积39.02平方公里，总人口1108人，其中男性568人，女性540人（2011年12月31日），人口密度28人/平方公里。